# Unnasjön, Småland
Unnasjön är en sjö i Gislaveds kommun i Småland och ingår i Nissans huvudavrinningsområde.